# L.A. Colding
Ludvig August Colding (født 18. juli 1815 på Arnakkegård ved Holbæk, død 21. marts 1888 på Frederiksberg) var en dansk ingeniør og fysiker, der parallelt med James Prescott Joule og Julius Robert von Mayer formulerede termodynamikkens første lov og fik international berømmelse. Samtidig udøvede han en omfattende ingeniørvirksomhed i København.

## Opvækst
Colding var yngste søn af forhenværende koffardikaptajn, senere landmand, Andreas Christian Colding og Anne Sophie f. Fønss, blev født på Arnakkegård ved Holbæk 13. juli 1815. Kort efter solgte faderen gården og købte Nygård i Brøndbyøster Sogn, og da faderens kår senere blev meget knappe, fik Colding sin første opdragelse i landsbyskolen i Rødovre. Det synes, som om familien har kendt fysikeren H.C. Ørsted og rådført sig med ham om den fingernemme søns fremtid, og denne rådførsel endte med, at Colding blev sat i lære i København hos snedkermester Olsen, der tillige var lærer i tegning ved Kunstakademiet. I 1836 blev Colding svend og arbejdede som sådan indtil efteråret 1837. Han havde imidlertid fået særlig lyst til maskinvæsen og længtes i det hele taget efter at udvide sine kundskaber. Ved sin broders og nogle venners hjælp blev han under læretiden sat i stand til at tage forberedelseseksamen og adgangseksamen til Polyteknisk Læreanstalt (1837), hvor han derpå studerede videre og 1841 dimitteredes som kandidat i mekanik. Hvad der meget har bidraget til denne vending i hans livsførelse, var navnlig påvirkning af H.C. Ørsted, der også senere blev ham en trofast støtte. Medens han i de nærmest efter eksamen følgende år ernærede sig ved undervisning, fortsatte han sine studier ved under Ørsteds vejledning at anstille fysiske undersøgelser i læreanstaltens samling.

## Karriere
I året 1845 blev Colding konstitueret som brolægnings- og vejinspektør i København, en stilling, som han dog kun beklædte til juni 1847, da han blev konstitueret som vandinspektør. Efter at han i 1850 havde foretaget en udenlandsrejse med offentlig understøttelse, deltog han i den da udskrevne konkurrence om planer til kloak-, gas- og vandværk for København for sidstnævnte værks vedkommende, og bedømmelseskomiteen tilkendte ham 2/3 af den udsatte præmie, men sluttede sig ikke i alle punkter til hans plan, der imidlertid, efter at han havde omarbejdet den særlig med indførelse af de modifikationer, der fulgte af det heldige udfald af de kort efter foretagne boringer i Damhussøens opland, kom til at danne grundlaget for Københavns Vandværk, således som det i 1856-58 blev bragt til udførelse.
Forinden havde Colding imidlertid bistået kommunalbestyrelsen med sammenarbejdelse af de prisbelønnede planer til gas- og kloakværket, af hvilke førstnævnte kom til udførelse samtidig med vandværket. På den tid, her er tale om, fandtes der ikke ved Den polytekniske Læreanstalt noget kursus for ingeniører, og Colding havde derfor ligesom de få andre daværende danske civilingeniører måttet sørge for sin egen uddannelse i de specielle ingeniørfag. Det var den gang almindeligt, at man med hensyn til ingeniørarbejder stadig så hen til englænderne og tyede til deres bistand. Det faldt derfor også naturligt, at man, forinden planerne og kontrakterne blev vedtagne, lod dem revidere og nærmere udarbejde af en engelsk ingeniør, og at man overdrog udførelsen af gas- og vandværkerne til et engelsk ingeniørfirma, medens overtilsynet med overholdelsen af kontraktens bestemmelser blev ført af en dansk kontrollerende ingeniør. Denne stilling blev overdraget Colding, og efter værkernes fuldførelse blev han i 1858 ansat i det nyoprettede embede som stadsingeniør, som han beklædte indtil december 1886.

## Hæder
Han udnævntes efterhånden til titulær professor, æresdoktor ved universitetet i Edinburgh, medlem af Videnskabernes Selskab i København (1856) og Stockholm (1875) samt af den danske afdeling af Letterstedtska Föreningen. I 1867 blev han Ridder af Dannebrog og 1886 Dannebrogsmand.

## Virke som fysiker og ingeniør
Coldings virksomhed var i virkeligheden dobbeltsidig, dels virkede han som omtalt som ingeniør i Københavns Kommunes tjeneste i en periode, hvor betydelige tekniske arbejder i mange retninger omdannede byen, dels drev han stadig et naturvidenskabeligt studium, der dels omfattede rent videnskabelig fysiske opgaver, dels gjorde forskellige problemer, der opstod under hans virksomhed som ingeniør, til genstand for nøjere undersøgelse. Hans fysiske arbejder skulle her ikke nærmere belyses; men det må dog anføres, at det i mange tilfælde vil være vanskeligt at drage en bestemt grænse mellem de alene i fysikkens tjeneste foretagne undersøgelser og dem, der havde mere praktiske formål og derfor benyttede derefter afpassede tilnærmende metoder.
Medens han allerede i 1843 begyndte med sine epokegørende undersøgelser over kræfternes uforgængelighed og omsætning, som samtidig med Joules og Mayers forsøg ledede til bestemmelsen af varmeækvivalentet, og han derefter studerede magnetisme og vanddampe, blev hans beskæftigelse med kloakplanerne årsag til hans bekendte undersøgelser over vandets bevægelse i lukkede ledninger, som ledede ham til erkendelse af modstandskoefficientens variation med strømmens hastighed, et lignende resultat, som Julius Weisbach kom til. Medens han på grundlag af disse studier fastslog de principper, hvorefter senere Københavns kloaker blev beregnede, udvidede han anvendelsen af disse undersøgelser på studier over de frie vandspejls former og på strømninger i havet. Spørgsmål om skorstenes træk bragte ham ind på undersøgelser over en fælles lov for flydende legemers bevægelse, ligesom hvirvelstormen i 1871 på St. Thomas gav stødet til studier over luftens strømningsforhold, og senere bevirkede stormfloden i 1873, at han begyndte undersøgelser af de ved vindens kraft bevirkede strømninger i havet, ved hvilke han derpå søgte at forklare stormflodens forskellige optræden ved vore kyster. Spørgsmålene om vandforsyning fra boringer og brønde samt om dræningens principper ledede ham til forskellige forsøg over vandets bevægelse i jordbunden, der gav samme resultater som Daceys tidligere undersøgelser, der må formodes at have været ham ubekendte. Også varmens forplantelse gennem forskellige legemer gjorde han til genstand for forsøg, foranlediget ved foreliggende praktiske opgaver. Hans i forbindelse med professor i kemi Julius Thomsen foretagne undersøgelser over de sandsynlige årsager til koleraens ulige styrke i de forskellige dele af København under koleraepidemien i 1853 gav en tydning af jordbundens indflydelse på sundhedsforholdene, som først langt senere er fremsat og godkendt af andre forskere, medens det danske arbejde var forblevet ubekendt i udlandet.
Det er således en betydelig række af spørgsmål af praktisk betydning for ingeniørvidenskaben, til hvis løsning Colding gav værdifulde bidrag; han søgte stadig at finde en rationel begrundelse for løsningen af problemerne og til tydning af fænomenerne, hvor enten undersøgelser helt manglede eller trængte til bekræftelse. Til denne omfattende syslen med teoretiske undersøgelser bidrog meget den omstændighed, at Colding, efter at hans virksomhed som kontrollerende ingeniør for vandværkets og gasværkets anlæg var forbi, ved den trufne administrative ordning blev henvist til en væsentlig rådgivende virksomhed, medens al detail og den praktiske udførelse af kommunens ingeniørarbejder var overdraget til de forskellige kommunale tekniske afdelingers chefer, i det der herved blev levnet ham tilstrækkelig tid til foretagelsen af de ofte langvarige forsøg og overvejelser.
Colding havde et åbent øje for naturen og var af en sjælden elskværdig karakter. Han boede indtil få år før sin død på vandværket i København; men den oprindelig i idyllisk fred beliggende bolig blev efterhånden ilde berørt af de med voldenes sløjfning forbundne omvæltninger, i det først hans kære have og senere bygningerne selv blev ofre for følgerne af byens udvidelse.
Ved siden af sin praktiske virksomhed havde Colding megen interesse for naturvidenskaben og var i sin hele naturbetragtning stærkt påvirket af H.C. Ørsted. Den tanke var tidlig opstået hos ham, at naturkræfterne vare uforgængelige, og han havde allerede 1840 tænkt på at fremsætte denne anskuelse ved naturforskermødet i København; dette opgav han dog, da han indså, at det var nødvendigt at føre et eksperimentalt bevis for sin anskuelse. Han udførte derfor en række forsøg over gnidningen og fandt da, at varmeudviklingen ved gnidning var uafhængig af de gnidende legemers natur og af bevægelsens hastighed. Heri fandt han et afgørende bevis for, at hans grundbetragtning var rigtig; til støtte for den anfører han end videre, at man kun ad denne vej kan vise umuligheden af et perpetuum mobile. På grund af de vigtige resultater, der indeholdes i dette Coldings første arbejde, må det beklages, at den beretning om sine forsøg, som Colding indsendte til Videnskabernes Selskab i 1843, ikke blev trykt før langt senere; man tilstod dog Colding en understøttelse til fortsættelse af disse undersøgelser; de offentliggjordes nogle år efter i videnskabernes selskabs skrifter. Forinden var navnlig ved Joules forsøg læren om kræfternes forvandling udviklet i et så stort omfang, at Coldings arbejder nu ikke fik nogen indflydelse på videnskabens udvikling. Colding har offentliggjort et ikke lidet antal, til dels temmelig udførlige afhandlinger i Videnskabernes Selskabs skrifter, af hvilket selskab han var medlem fra 1856.
14. november 1845 ægtede han sin kusine Henriette Louise Lange, datter af koffardikaptajn, senere transportforvalter ved Jægerspris færgested, Torben L. Colding, og han døde efter et kort sygeleje den 21. marts 1888. Han er begravet på Assistens Kirkegård i København.